# 珠江タワー
珠江タワー (しゅこうタワー, 簡体字中国語: 珠江城大厦 拼音: Zhūjiāng chéng dàshà; 簡体字中国語: 珠江大厦 拼音: Zhūjiāng dàshà) は、中国広州市天河区の高さ309.6 m (1,016 ft)、71階建ての超高層ビル。金穂路と珠江西路に面し、クリーンテクノロジーを使用したネオフューチャリズムの建築様式が採用されている。タワーの設計は、スキッドモア・オーウィングズ・アンド・メリル（SOM）が行い、上海のジンマオタワーやドバイのブルジュ・ハリファなどの設計で有名なアメリカ人建築家エイドリアン・スミスとゴードン・ギルが担当した。2006年9月8日に起工し、2011年3月に完成した。オフィスとして使用され、主に中国タバコが占有している。

## 建築・設計
珠江タワーのデザインは、環境への影響を最小限に抑えることに重点が置かれ、自然や建物が周囲から受ける力を利用してエネルギーを得ている。主な成果としては、工学及び建築デザインのアプローチ全体において、その形状や機能が技術的に統合されたことが挙げられる。

### 持続可能性
建物は省エネルギーの考えに基づき設計され、風力原動機、太陽光発電、上昇フロア換気設備、熱放射冷房天井などが含まれる。世界で最も環境に優しい建物の1つとされる。
珠江タワーは、持続可能なデザインとして以下のことを達成している：
- 世界最大の熱放射冷房設置オフィスビル
- 世界で最もエネルギー効率のよい超高層ビル
- 中国は2020年に2005年のレベルと比べてGDPあたりの二酸化炭素排出量を40〜45%減らすことを目標にしているが、タワーはその実例[11]

2008年に高層ビル・都市居住協議会が発表した報告によると、このビルの持続可能なデザインによって、似たような一般の建物と比べ、エネルギーの58%を節約している。建物はカーボンニュートラルの状態であるといえ、ビルにマイクロタービンが備え付けられれば、付近の地域へ電力を実際に供給することができる。しかし、広州の電力会社は独立した施設がエネルギーを売ることを認めていない。この金銭的な理由により、マイクロタービンは設計から外されたが、もしこれらがビルに追加されれば、使用する電力量が減る勤務時間外には余分に発電することができる。

### 沿革
- 2005年秋 - デザインコンペティション
- 2006年9月8日 - 起工式
- 2006年11月 - 建設開始
- 2007年7月18日 - 建設入札[13]
- 2008年1月 - 基礎建設開始 (−26.2 m (−86 ft))
- 2008年8月 - 地上階までの建設完了 (0 m (0 ft))
- 2009年4月 - 15階 (80.6 m (264 ft))
- 2009年11月 - ガラスカーテンウォール取付け
- 2009年12月 - 上部ウィンドタービン階まで到達
- 2010年3月28日 - 最上部完成[14]